# Устье (Усть-Кубинский район)
Устье (также Устье-Кубенское, Устье-Кубинское) — село в Вологодской области, административный центр Усть-Кубинского района и Устьянского сельского поселения.
Расположено в 70 км к северо-западу от Вологды при впадении реки Кубены в Кубенское озеро.
Население по переписи 2010 года — 3938 человек.

## История
Село Устье образовано из собственно Устья, деревни Лахмокурье и слободы Петровка.
Первое упоминание деревни Лахмокурье датировано 1486 годом. Название, возможно, означает «залив, в котором водятся лещи». В XVII веке деревня принадлежала Спасо-Каменному монастырю.
В писцовых книгах за 1570 год упомянут торг Устье. В документах XVI века упоминается Петровский погост, а в XVIII веке село имеет 2 названия: «…с. Устье, Петровская слобода то же, принадлежит графу Воронцову». К концу XIX века все три селения уже считаются одним селом Устье.
Жители села занимались кружевным, сапожным, гончарным, столярным, судостроительным промыслами, охотой и рыболовством.
В начале XX века в Устье работали 5 лесопильных заводов, стекольный завод торгового дома Никуличевых, 3 маслобойных и маслодельных, клейный и кирпичный заводы , 4 синкалевых завода. В 1918 году была открытая первая в Северном крае трудовая артель — «Первенец Севера».
Существует легенда, что во время губернской реформы 1775 года Устье могло стать уездным городом, но этому воспротивились устьянские купцы и городом стал Кадников. В 1913 году Устье было центром Устьянской волости Кадниковского уезда. В 1929 году при образовании Усть-Кубинского района село стало районным центром.
10 ноября 1932 года преобразовано в посёлок городского типа. 1 января 2004 года Устье вновь стало селом.
В 2025 году в состав села были включены деревни Данилиха, Исаково, Шпилиха.

## Население
| 1939  | 1959  | 1970  | 1979  | 1989  | 2002  | 2010  |
| ----- | ----- | ----- | ----- | ----- | ----- | ----- |
| 3913  | ↘3346 | ↗3424 | ↗3823 | ↗4534 | ↘4148 | ↘3875 |
| 2021  |       |       |       |       |       |       |
| ↗4176 |       |       |       |       |       |       |

## Транспорт
Устье связано с областным центром автодорогой Устье — Сокол — Вологда, по которой организовано автобусное сообщение с Соколом и Вологдой.
Ближайшая железнодорожная станция Сухона расположена в 37 км от Устья.

## Экономика
Асфальтобетонный завод
.
В 2008 году был достроен межпоселковый газопровод Сокол — Устье, началась газификация домов села и перевод котельных с угля на газ.

## Достопримечательности
Центральная площадь Устья сохранила свой облик с XIX века. Её украшают Никольский собор, построенный в 1820—1831 годах, Вознесенская церковь 1763—1773 годов, купеческие дома Ганичевых, Никуличева, Цукермана. В бывшей церкви Преображения расположился историко-этнографический музей. На набережной установлен камень-валун в память посещения Устья Иваном Грозным в 1545 году.
В населённом пункте множество строений имеющих статус памятник архитектуры регионального значения, среди них Дом Никуличевых, Дом Ганичева, Дом Круглихиных, Дом Избушкиной, Дом купца Цуккермана и другие. 
Каждое лето с 2001 года в селе проходит «Праздник лодки», в котором принимают участие несколько тысяч человек. Одновременно с праздником проходит Ивановская ярмарка, которая была известна ещё в 1735 году.
На острове Каменный в Кубенском озере расположен Спасо-Каменный монастырь, основанный в XIII веке. В 1925 году монастырь был закрыт, на его территории действовала колония для несовершеннолетних, в 1990-х годах начато восстановление монастыря.

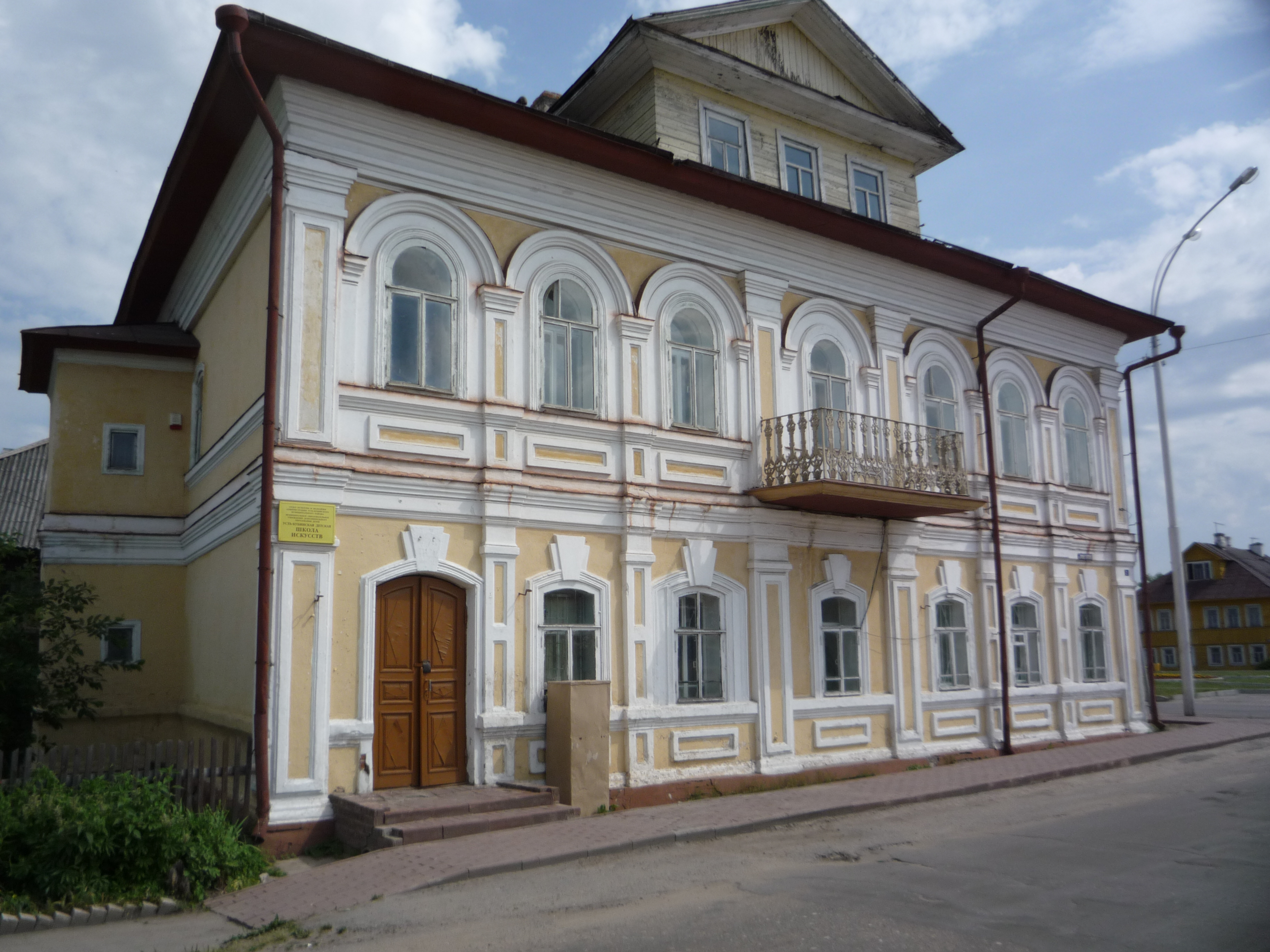
Здание Школы Искусств
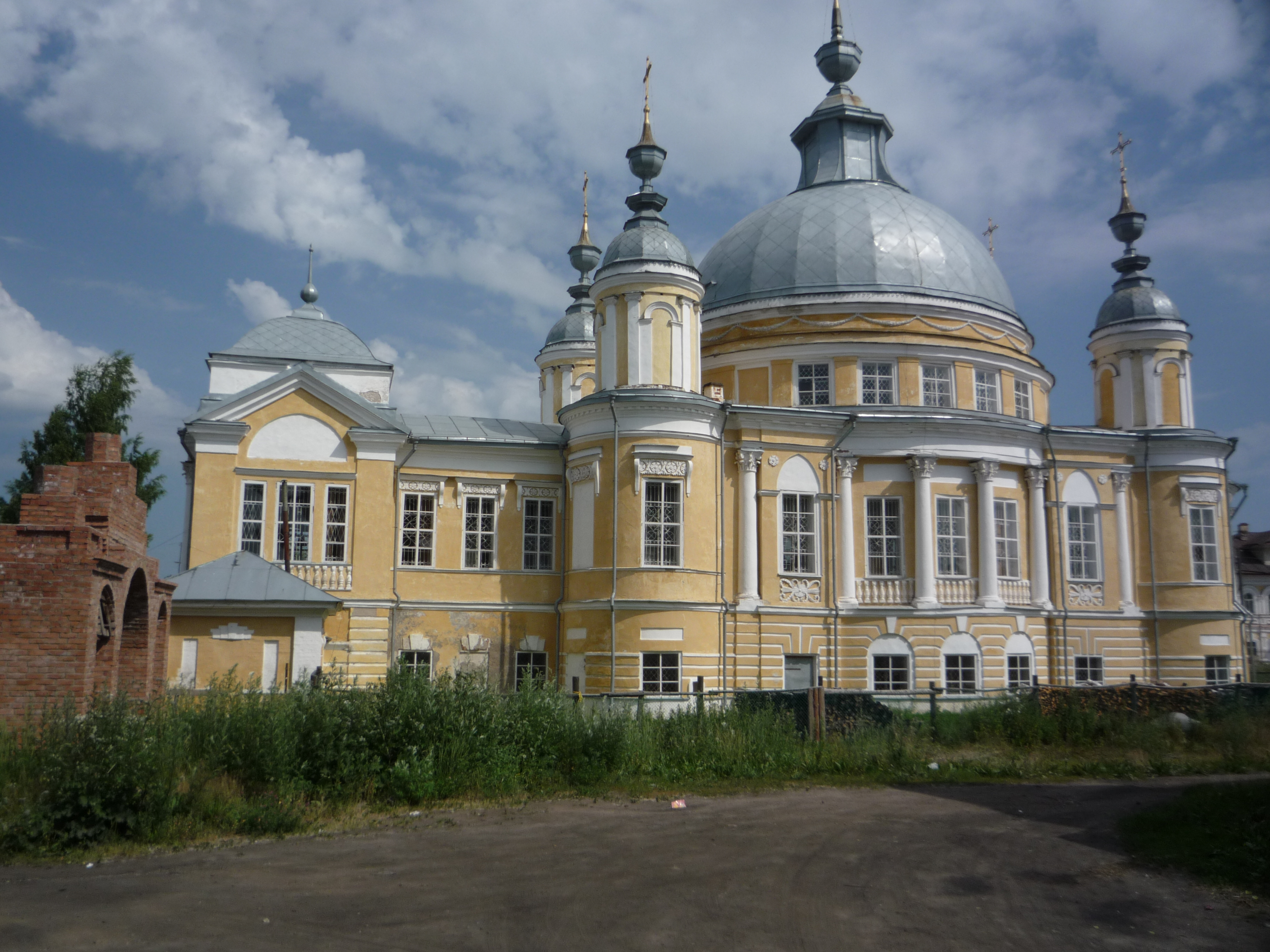
Собор Воскресения Христова (Николая Чудотворца)
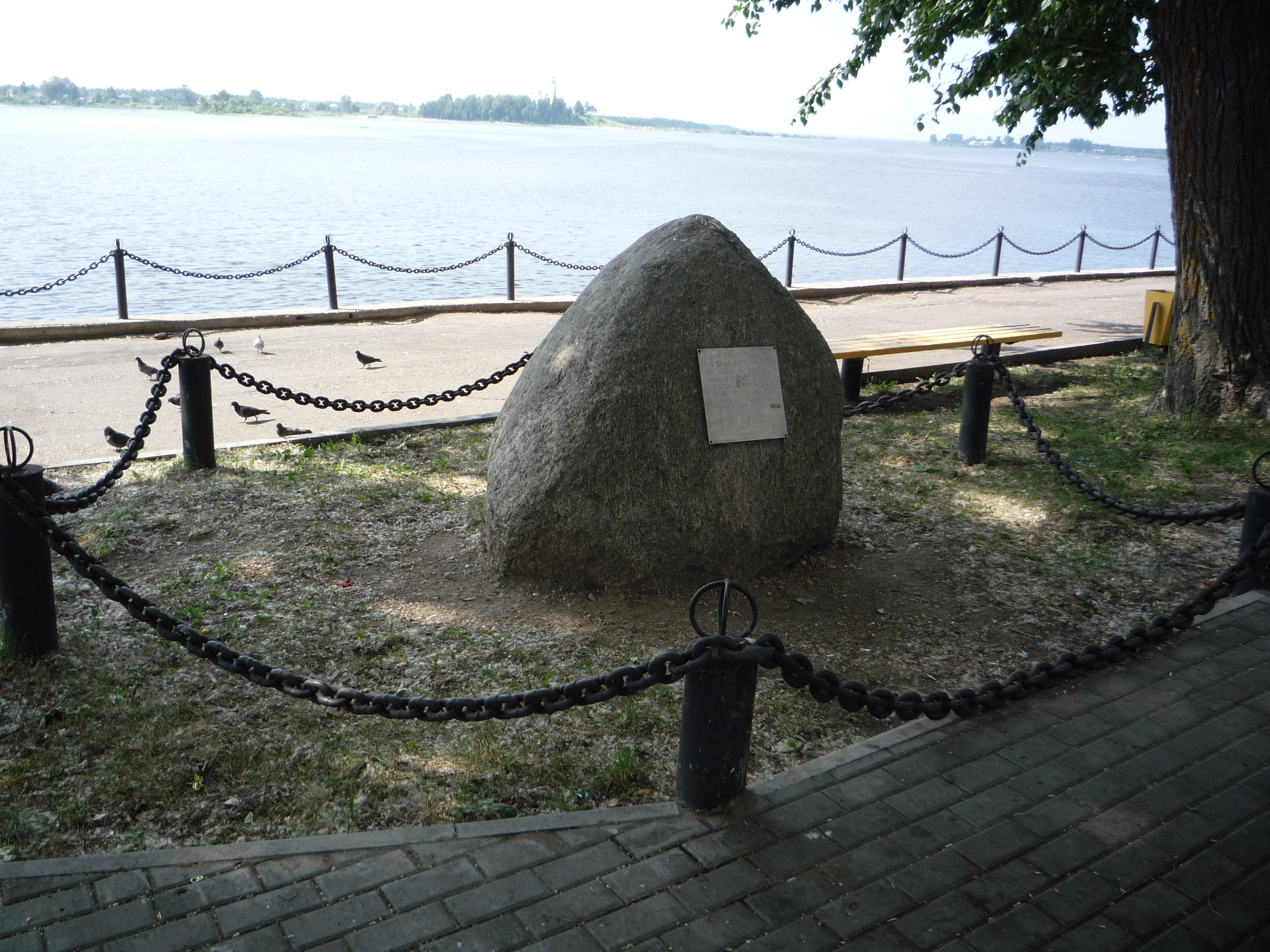
Камень-валун в память посещения Устья Иваном Грозным
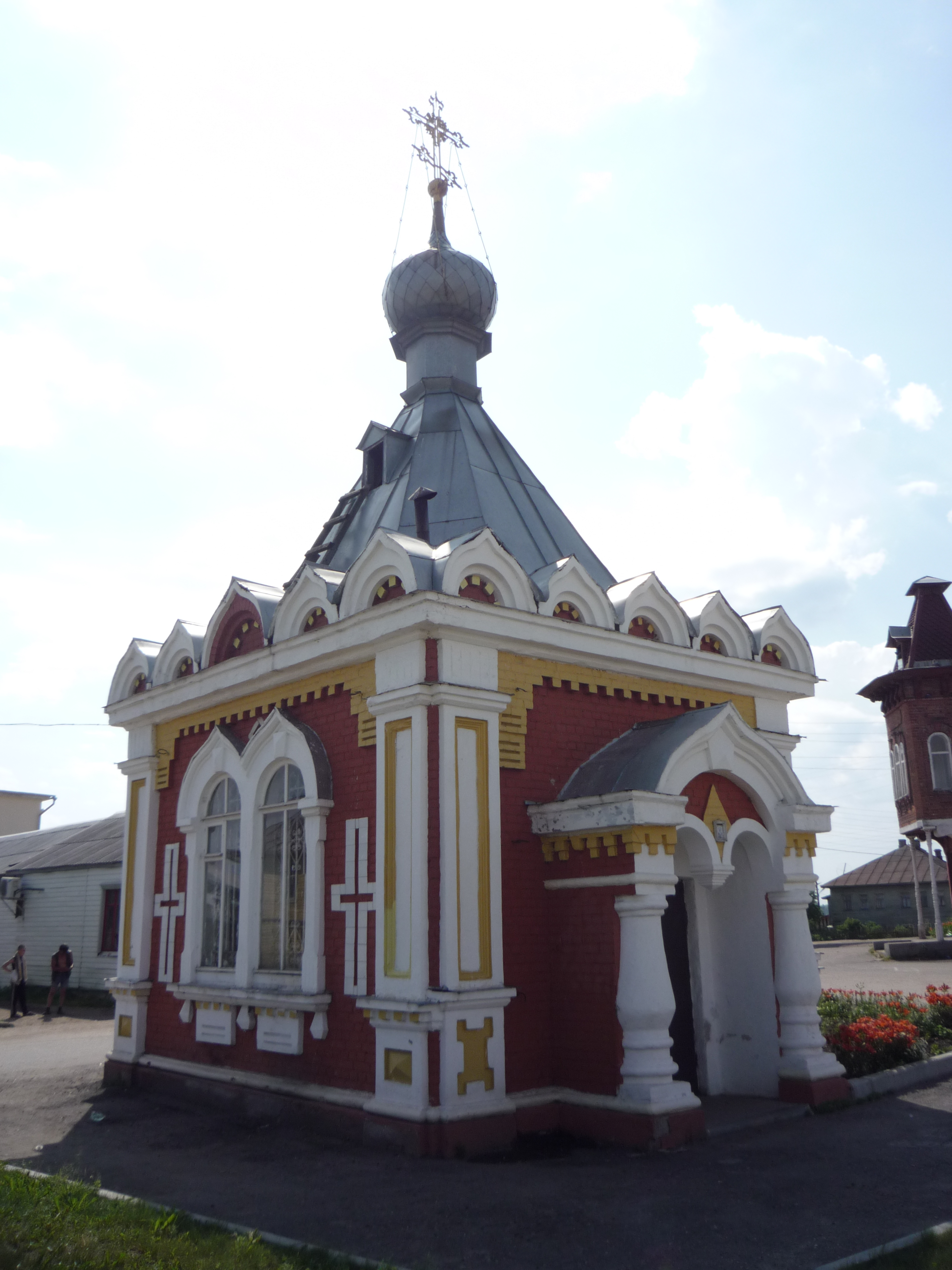
Часовня Николая Чудотворца